# The Buggles
A The Buggles brit újhullámos (New wave) együttes volt. Legismertebb daluk a Video Killed the Radio Star, amely többek között az MTV (Music Television) legelső zenei klipjeként és dalaként is szolgált 1981-ben, a csatorna indulásakor. A dal több egyéb médiában is hallható. 1977-ben alakultak meg a londoni Wimbledon-ban. A név szójáték a Beatles nevével; a "bug" és a "beetle" szavak egyaránt bogarat jelentenek (a Beatles név is szójáték).
Tagjai: Geoff Downes (zongora, billentyűk, szintetizátor, dobfelszerelés, vokál) és Trevor Horn (ének, basszusgitár, gitár, hang effektek).

## Története
Legelső nagylemezüket 1980-ban dobták piacra, The Age of Plastic címmel. Erről az albumról származik a Video Killed the Radio Star, illetve a Living in the Plastic Age című dal is kisebb slágernek számított. Felkerült a brit, a holland és a francia slágerlistákra is. A lemezt az Island Records jelentette meg.
Második és egyben utolsó stúdióalbumukat, az Adventures of Modern Recording-ot 1981-ben jelentették meg. Ez az album is pozitív kritikákat kapott a zenei weboldalaktól, de kereskedelmi szempontból már kevésbé volt sikeres, mint a The Age of Plastic, sőt, Nagy-Britanniában kifejezetten sikertelennek számított. Ez a lemez a Carrere Records és a Polydor Records kiadók gondozásában került a boltok polcaira.
1982-ben feloszlottak.

## Diszkográfia
- The Age of Plastic (stúdióalbum, 1980)
- Adventures of Modern Recording (stúdióalbum, 1981)